# Dinh Bảo Đại
Dinh Bảo Đại là một danh từ thường thấy của người Việt Nam dùng để chỉ các dinh thự được Bảo Đại sử dụng làm nơi làm việc, nghỉ ngơi trong thời gian ông làm Hoàng đế Đại Nam rồi Quốc trưởng Quốc gia Việt Nam. Các dinh thự này đều có kiến trúc kiểu Pháp rất hài hòa, nằm rải rác tại các điểm danh thắng của Việt Nam. Hầu hết chúng hiện nay đều được sử dụng làm điểm tham quan du lịch.
Một số dinh Bảo Đại được biết đến nhiều nhất.
- Dinh I là một dinh thự tại Đà Lạt, được Bảo Đại sử dụng từ 1949 đến 1954, để làm Văn phòng làm việc của Quốc trưởng Quốc gia Việt Nam.
- Dinh II, còn gọi là Dinh Toàn quyền, về danh nghĩa thuộc sở hữu của Bảo Đại từ 1949 đến 1954, tuy nhiên ông rất ít khi lưu trú tại đây.
- Dinh III, còn gọi là Biệt điện Quốc trưởng, là một dinh thự tại Đà Lạt, được Bảo Đại sử dụng từ 1938 đến 1954, dùng làm nơi nghỉ ngơi mùa hè cho gia đình và nơi làm việc trong thời gian ông làm Hoàng đế Đại Nam rồi Quốc trưởng Quốc gia Việt Nam.
- Bạch Dinh là một dinh thự tại Vũng Tàu, được Bảo Đại sử dụng từ 1926 đến 1954, dùng làm nơi nghỉ mát cho gia đình trong thời gian ông làm Hoàng đế Đại Nam rồi Quốc trưởng Quốc gia Việt Nam.
- Biệt thự Cầu Đá, còn gọi là Lầu Bảo Đại, là một biệt thự nằm trong cụm 5 biệt thự tại Nha Trang, được Bảo Đại sử dụng từ 1940 đến 1945, dùng làm nơi nghỉ mát cho gia đình trong thời gian ông làm Hoàng đế Đại Nam.
- Biệt điện Bảo Đại là một cụm biệt thự tại Buôn Ma Thuột, được Bảo Đại sử dụng từ 1950 đến 1954, dùng làm nơi nghỉ dưỡng cho gia đình trong thời gian ông làm Quốc trưởng Quốc gia Việt Nam.
- Biệt thự Hồ Lăk, cũng có tên là Biệt điện Bảo Đại, là một biệt điện cạnh Hồ Lăk, được Bảo Đại sử dụng từ 1949 đến 1954, dùng làm nơi nghỉ dưỡng ngắm cảnh, săn bắn, cho gia đình trong thời gian ông làm Quốc trưởng Quốc gia Việt Nam.
- Biệt thự Bảo Đại là một biệt thự tại Đồ Sơn, được Bảo Đại sử dụng từ 1933 đến 1954, dùng làm nơi nghỉ dưỡng cho gia đình trong thời gian ông làm Hoàng đế Đại Nam rồi Quốc trưởng Quốc gia Việt Nam.